# Vazeilles-près-Saugues
Vazeilles-près-Saugues är en kommun i departementet Haute-Loire i regionen Auvergne-Rhône-Alpes i centrala Frankrike. Kommunen ligger i kantonen Saugues som tillhör arrondissementet Brioude. År 2018 hade Vazeilles-près-Saugues 35 invånare.

## Befolkningsutveckling
Antalet invånare i kommunen Vazeilles-près-Saugues
| Referens: INSEE |